# 클라우드9 IDE
클라우드9 IDE(Cloud9 IDE)는 버전 3.0부터 오픈 소스로 출시되고 있는 온라인 통합 개발 환경이다. C, C++, PHP, 루비, 펄, 파이썬, 자바스크립트(Node.js), Go를 포함한 수백 가지의 프로그래밍 언어를 지원한다. 미리 구성된 워크스페이스로 개발자들이 즉시 코딩을 시작하고 협업 코딩 기능을 사용하여 동료 간 협업을 하고 미리 보기, 브라우저 호환성 테스트 등의 웹 개발 기능을 사용할 수 있다.
신규 사용자 등록을 위해 유효한 신용 카드가 필수적이며 이것이 없으면 서비스를 이용할 수 없다.
거의 완전히 자바스크립트로 작성되어 있으며 백엔드로 Node.js를 사용한다. 편집기 구성요소는 Ace를 사용한다. 2014년 7월 기준으로 워크스페이스를 위해 도커 컨테이너를 사용하며 구글 컴퓨트 엔진에서 호스팅된다.
공식 블로그에 따르면, 클라우드9은 2016년 7월 아마존에 인수되었다. 클라우드9 IDE사는 클라우드9 IDE를 활발하게 유지보수하는 기업이다. 이 기업은 샌프란시스코와 암스테르담에 사무소가 있다.

## 이용
클라우드9은 비글보드 단일 보드 컴퓨터의 네이티브 IDE이며, 주로 본스크립트(Bonescript)라는 이름의 node.js 확장 기능으로 프로그래밍되어 있다.

## 같이 보기
- 자바스크립트

## 내용주
1. ↑  “AWS Cloud9”. Amazon Web Services. 2017년 12월 11일에 확인함.
2. ↑  “Cloud9 Software Development Kit Non-commercial License Agreement”. Cloud9. 2015년 2월 15일에 확인함.
3. ↑  “LICENSE”. Ajax.org. 2015년 2월 15일에 원본 문서에서 보존된 문서. 2015년 2월 15일에 확인함.
4. ↑  “Signup”. If you don't have a credit card yourself, you may seek permission to use one from a family member or friend. In return, we promise not to charge your card (aside from a small, initial charge to verify your card that will be refunded shortly).
5. ↑  Cloud9 IDE 3.0 Now Runs in Ubuntu Containers via Docker. InfoQcom. Retrieved on 2014-08-15
6. ↑  Cloud9 IDE on Google Compute Engine. Google Cloud Platform Blog. Retrieved on 2014-08-15.
7. ↑  https://web.archive.org/web/20160722071521/https://c9.io/blog/great-news/